# Oceánská hlídková loď

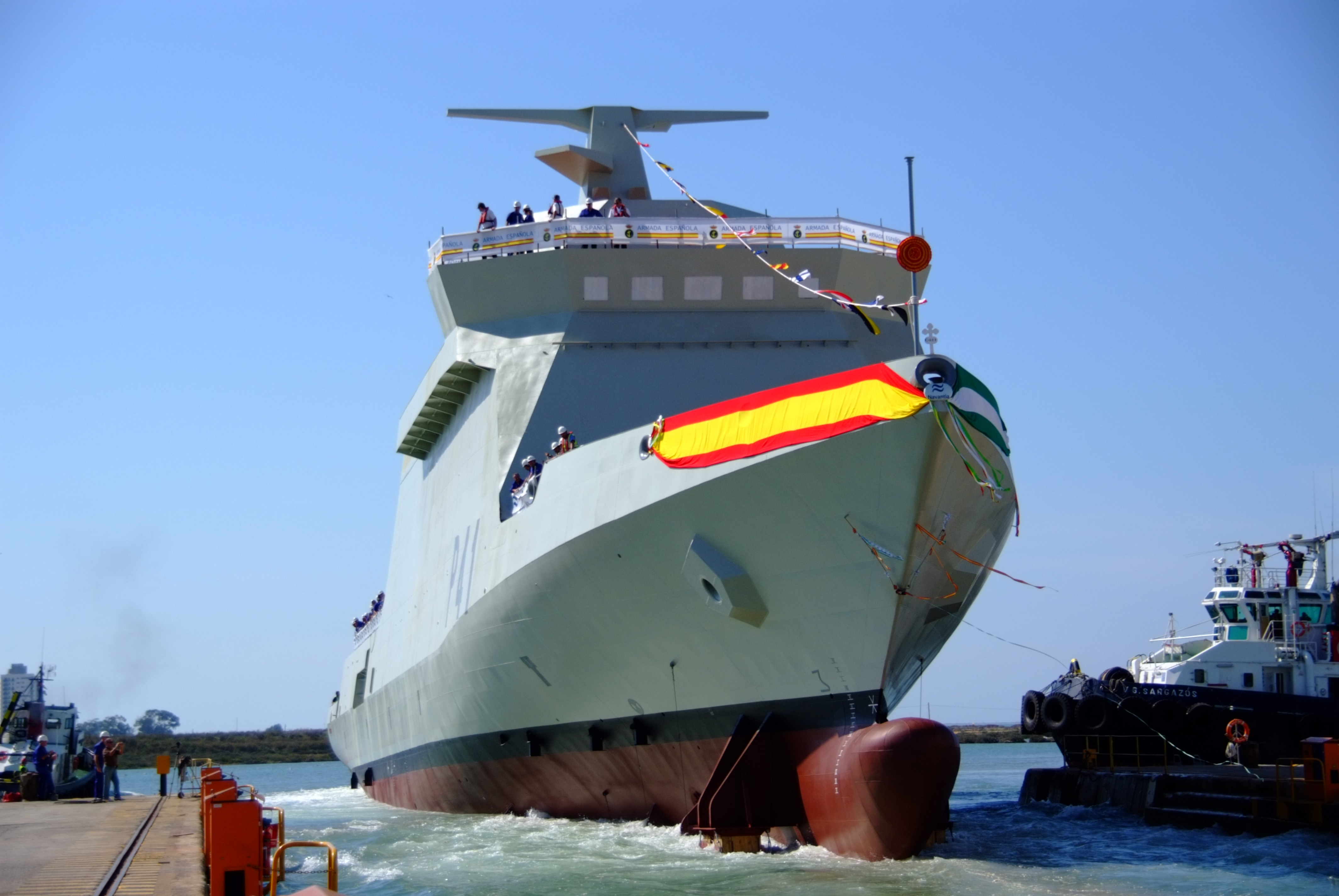
Španělská oceánská hlídková loď Meteoro třídy Buque de Acción Marítima

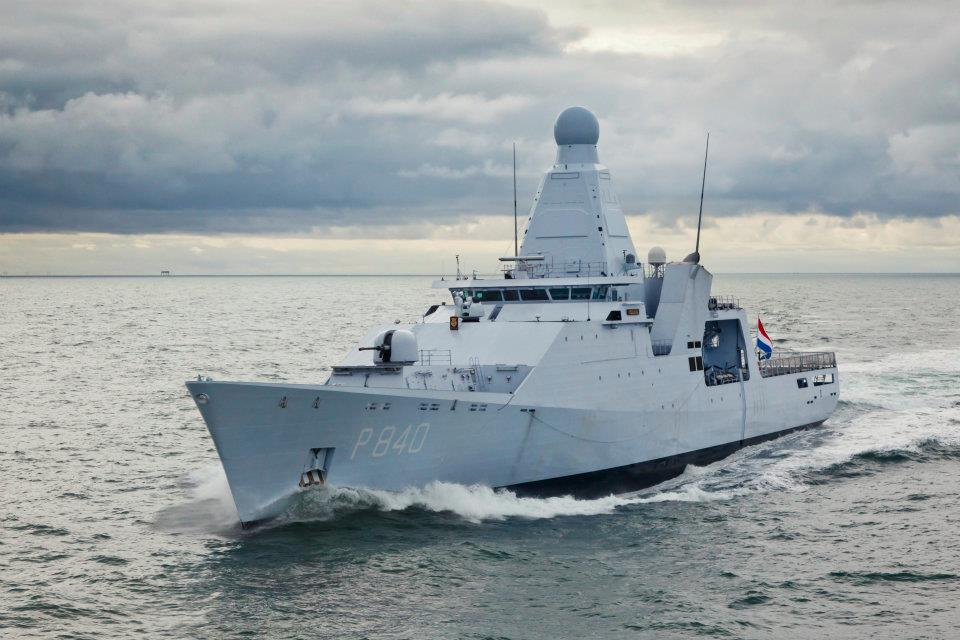
Nizozemská oceánská hlídková loď Holland

Oceánská hlídková loď je druh válečné lodě, který se ve světových námořnictvech výrazněji prosazuje od přelomu 20. a 21. století. Jedná se o velké hlídkové lodě schopné samostatných operací na otevřeném moři. Plavidla plní především úkoly spojené s ochranou výhradního námořního ekonomického pásma daného státu, ochranou rybolovu, těžby nerostných surovin, potírání kriminality, pirátství, vedení záchranných operací a likvidaci živelních pohrom.

## Historie
Koncepce oceánských hlídkových lodí vznikla na konci 20. století. V té době řada námořnictev snižovala své rozpočty a nemohla si dovolit provozovat takové množství klasických válečných lodí jako dosud. Potřeba dostatečného množství hladinových lodí byla řešena zakoupením oceánských hlídkových lodí, které jsou levnější a dostatečně vybavené pro operace v oblastech, kde nehrozí jejich zatažení do přímého boje s vyspělým protivníkem (např.: boj proti pirátství v Somálsku). Oceánské hlídkové lodě tak představují plavidla, která mají oproti fregatám nižší výtlak (ovšem výtlak takové islandské ICGV Þór přesahuje 4000 t) a výrazně slabší výzbroj, zpravidla tvořenou pouze kanóny a kulomety (mnohdy se již jedná o dálkově ovládané zbraňové stanice). Většina jich ovšem nese vyspělou elektroniku, rychlé inspekční čluny (RHIB) a vlastní palubní vrtulníky.
Plavidla této kategorie si pořizují rovněž námořnictva, která nemají na provoz větších lodí dostatek personálu a financí. Například námořnictvo Bruneje si původně objedalo stavbu trojice korvet třídy Nakhoda Ragam. Když se ukázalo, že jsou taková plavidla pro tuto malou zemi příliš ambiciózní, Brunej plavidla nepřevzala a upřednostnila oceánské hlídkové lodě třídy Darussalam.

## Oceánské hlídkové lodě v současnosti
Typickým příkladem oceánské hlídkové lodě jsou španělská plavidla Buque de Acción Marítima, která se vyznačují modulární konstrukcí, díky které lze na jejich trupu postavit řadu specializovaných variant (např. výzkumná a špionážní plavida). Staví je i další námořnictva, např. francouzská L'Adroit, venezuelská POVZEE, nizozemská třída Holland, brazilská třída Amazonas, novozélandská třída Protector, thajská HTMS Krabi a islandská ICGV Þór. Několika typy oceánských hlídkových lodí disponuje rovněž irské námořnictvo.
Zavedení oceánských hlídkových lodí plánuje řada dalších zemí – Velká Británie, Německo, USA, Turecko, Itálie, Kanada, Austrálie, Tchaj-wan, Čína, Jižní Korea.[zdroj?]